# Papiro 7
O Papiro 7  ({\displaystyle {\mathfrak {P}}}7) é um antigo papiro do Novo Testamento que contém o quarto capítulo do Evangelho de Lucas.